# Azərbaycan Kuboku 2016-2017
La Azərbaycan Kuboku 2016-2017 è stata la 25ª edizione della coppa nazionale azera. La competizione è iniziata il 10 ottobre 2016 con il turno preliminare e si è conclusa con la finale il 5 maggio 2017. Il Qarabağ ha vinto il trofeo per la sesta volta nella sua storia, la terza consecutiva, battendo in finale il Qəbələ per 2-0.
Alla competizione hanno partecipato 18 squadre. Le 10 squadre partecipanti alla Premyer Liqası sono state ammesse direttamente agli ottavi di finale.

## Turno preliminare
| Squadra 1       | Risultato | Squadra 2   |
| --------------- | --------- | ----------- |
| 12 ottobre 2016 |           |             |
| Turan Tovuz     | 4 - 0     | Bakılı Bakı |
| Şəmkir          | 1 - 2     | Qaradağ     |

## Ottavi di finale
| Squadra 1       | Risultato          | Squadra 2   |
| --------------- | ------------------ | ----------- |
| 2 dicembre 2016 |                    |             |
| MOİK Baku       | 0 - 2              | Sumqayıt    |
| İnter Baku      | 2 - 0              | Qaradağ     |
| AZAL            | 4 - 0              | Rəvan Baku  |
| Şərurspor       | 0 - 2              | Neftçi Baku |
| 3 dicembre 2016 |                    |             |
| Turan Tovuz     | 0 - 1              | Zirə        |
| Şahdağ Qusar    | 1 - 5              | Kəpəz       |
| Qəbələ          | 2 - 2 (4-1 d.t.r.) | Zaqatala    |
| Qarabağ         | 5 - 0              | Səbail      |

## Quarti di finale
| Squadra 1             | Totale | Squadra 2   | Andata | Ritorno |
| --------------------- | ------ | ----------- | ------ | ------- |
| 13 - 21 dicembre 2016 |        |             |        |         |
| Qəbələ                | 3 - 1  | AZAL        | 2 - 1  | 1 - 0   |
| Kəpəz                 | 2 - 4  | İnter Baku  | 0 - 2  | 0 - 0   |
| Zirə                  | 2 - 4  | Neftçi Baku | 0 - 3  | 2 - 1   |
| Qarabağ               | 11 - 2 | Sumqayıt    | 6 - 0  | 5 - 2   |

## Semifinali
| Squadra 1                | Totale | Squadra 2 | Andata | Ritorno |
| ------------------------ | ------ | --------- | ------ | ------- |
| 30 marzo - 5 aprile 2017 |        |           |        |         |
| İnter Baku               | 1 - 5  | Qəbələ    | 1 - 3  | 0 - 2   |
| Neftçi Baku              | 0 - 2  | Qarabağ   | 0 - 0  | 0 - 2   |

## Finale
| Arbitro: | Fariz Yusifov |

|                                |           |  |
| Mədətov 52’ Abbasov 68’ (aut.) | Marcatori |  |